# Ändsjöns naturreservat
Ändsjöns naturreservat är ett naturreservat som ligger mellan Östberget och Frösö kyrka på Frösön, Jämtland, och är ett Natura 2000-område. Sjön är mycket grund och näringsrik och lyser vit av bleke, som består av 98% kalk. De vanligaste fågelarterna är skrattmås, gräsand, bläsand, kricka, knipa, vigg, sothöna, fiskmås, under senare år även kanadagås. Vid sjön finns två stycken fågeltorn. Tillopp och utlopp utgörs av Djupbäcken i norr, respektive Mjällebäcken i söder.

## Historia - Utveckling
| ”                                    | Där öppnar sig i ett slag en över all utsago oändligen vacker utsikt. Till vänster den blånande och snöfläckiga Oviksfjällen, rakt fram den förnäma silhuetten av Frösö kyrka med stapel. Och där nere till höger vid vägens lägsta del ligger Ändsjön med sina glänsande vattenytor, sina blekebankar och blekgula eller saftigt gröna vassruggar, omkransad av ett skyddande barrskogsbälte med rikt inslag av lövträd. | „ |
| – Överste G.A von Siegroth, år 1770. | |   |

På initiativ av provinsialläkaren Per Gissle sänktes Ändsjöns vattennivå 1843. Detta genom att gräva ett dike i sjöns längdriktning. De åtta markägarna runt sjön var intresserade av att få mer odlingsbar mark. De trodde att den sterila blekejorden skulle vara mycket odlingsbar, vilket inte var fallet.
Under 1930-talet upprättades en dikningsplan för torrläggandet av hela sjön genom sänkning av utloppet. Dessutom skulle det grävas genomgående diken. I Jämtlands län uppstod det då ett stort intresse för att rädda sjön och sjöfåglarna. Frösö hembygdsförening startade naturvårdande insatser av sjön. 1940 förklarades sjön som naturminnesmärke av Länsstyrelsen. Fridlysningen omfattade ett förbud mot odling, röjning och bebyggelse närmare än 25 meter från strandkanten. 
Vattennivån började att regleras året om.
Trots fridlysningen så användes Ändsjön som motorisbana för bilar fram till 1968.
Sjön inventerades 1973 och 1975 blev det ett naturreservat.
Under 1980-talet muddrades den norra delen för att motverka igenväxning. Därefter bekämpades vassen med bandvagn vilket upphörde år 2000.
Under hösten sänks vattennivån för att motverka den starka lukt av ruttna ägg som uppkommer när isen lagt sig. Denna lukt uppkommer då syret i sjön försvinner, och andra bakterier som bryter ner vassen frodas, vilka i sin tur producerar svavelväte.
2002 gallrades skogen på gran för att gynna lövskog och tall.
Sedan 2007 bedriver Länsstyrelsen ett projekt för att återskapa de forna betesängarna i den västra delen av Ändsjön.

## Fåglar

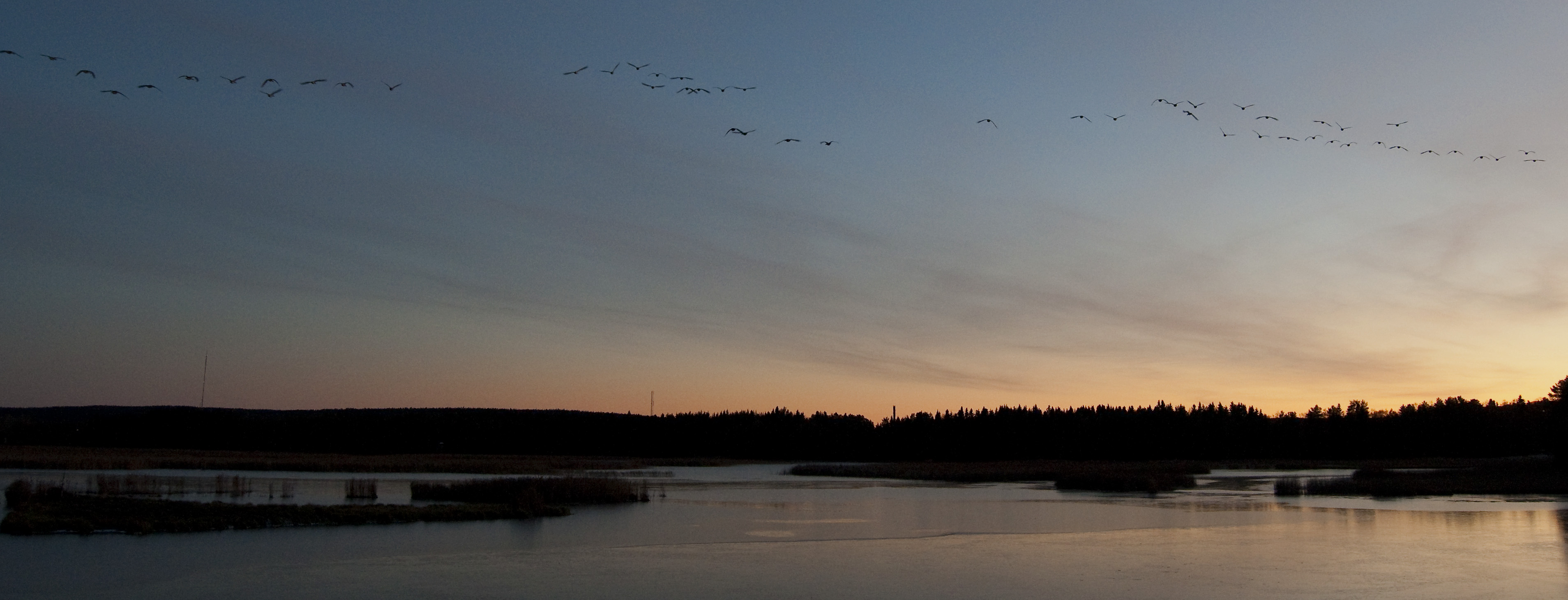
Fåglarna flyger förbi sjön när isen har lagt sig.

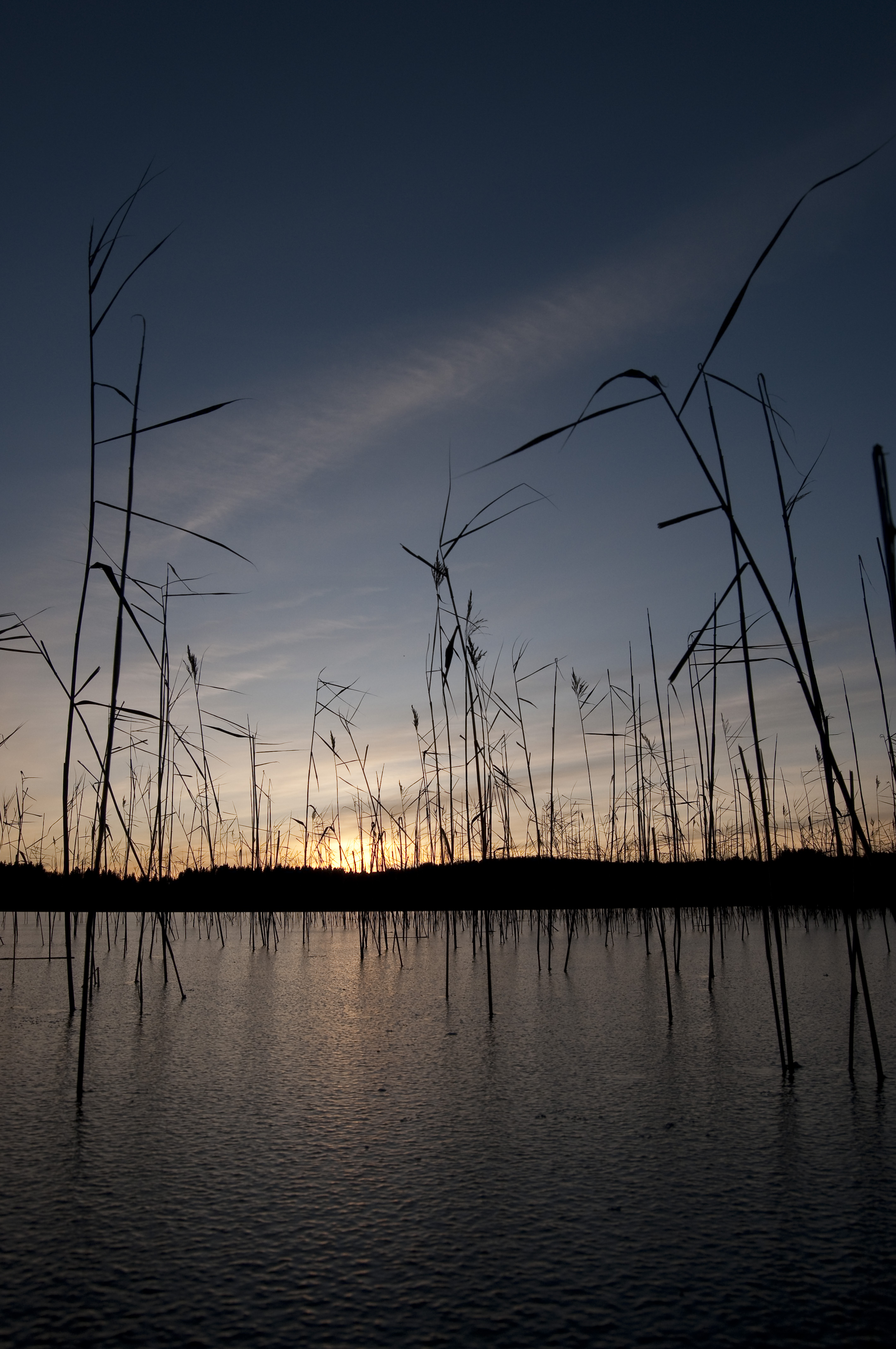
Ändsjöns naturreservat när isen har lagt sig.

I Ändsjön häckar uppemot nittio olika fågelarter, varav skrattmåsen skapade en sensation då den för första gången sågs 1945. Idag är det den fågel som mest karaktäriserar sjön med sina högljudda rop.
Följande fåglar har observerats i sjön och ingår i Natura 2000 områdets bevarandeplan.
Svensk namn - Latinskt namn
- Trana Grus grus
- Ljungpipare Pluvialis apricaria
- Brushane Philomachus pugnax
- Grönbena Tringa glareola
- Smalnäbbad simsnäppa Phalaropus lobatus
- Silvertärna Sterna paradisea
- Berguv Bubo bubo
- Sparvuggla Glaucidium passerinum
- Jorduggla Asio flammeus
- Pärluggla Aegolius funereus
- Gråspett Picus canus
- Spillkråka Dryocopus martius
- Smålom Gavia stellata
- Storlom Gavia arctica
- Svarthakedopping Podiceps auritus
- Sångsvan Cygnus cygnus
- Blå kärrhök Circus cyaneus
- Fiskgjuse Pandion haliaetus
- Stenfalk Falco columbarius
- Järpe Bonasia bonasia
- Tjäder Tetrao urogallus

## Växtlighet
Sjön omgärdas av ett tätt vassbestånd. Bland övriga växter återfinns bland annat flaskstarr, trådstarr och kråkklöver.

## Fiskbestånd
Av misstag planterades dammruda (karpfisk) in under 1980-talet som har förökat sig mycket och gjort att övriga fiskarter har svårt att hävda sig. Den överlever under vintern i den bottenfrysta sjön genom att gå i dvala i bottenslammet. Den producerar alkohol under anoxiska förhållanden vilket förhindrar att vävnaderna fryser sönder.